# Linh dương Gerenuk
Linh dương Gerenuk (Litocranius walleri) là một loài linh dương cổ dài được tìm thấy ở vùng Sừng châu Phi và những vùng khô hạn hơn của Đông Phi. Là thành viên duy nhất của chi Litocranius, được nhà tự nhiên học Victor Brooke mô tả lần đầu tiên vào năm 1879. Chúng có đặc điểm là cổ và bốn chân dài, mảnh mai. Chúng cao từ 80–105 cm, và nặng khoảng 28–52 kg. Hai loại màu có thể nhìn thấy rõ ràng trên bộ lông mịn: lưng màu nâu đỏ giống "yên ngựa", và hai bên sườn nhạt hơn, màu nâu vàng. Sừng chỉ có ở con đực, có hình đàn lia, cong về phía sau rồi hơi cong về phía trước, dài khoảng 25–44 cm.

## Phân loài
- Linh dương gerenuk miền nam, Litocranius walleri walleri
- Linh dương gerenuk miền bắc, Litocranius walleri sclateri

## Hình ảnh

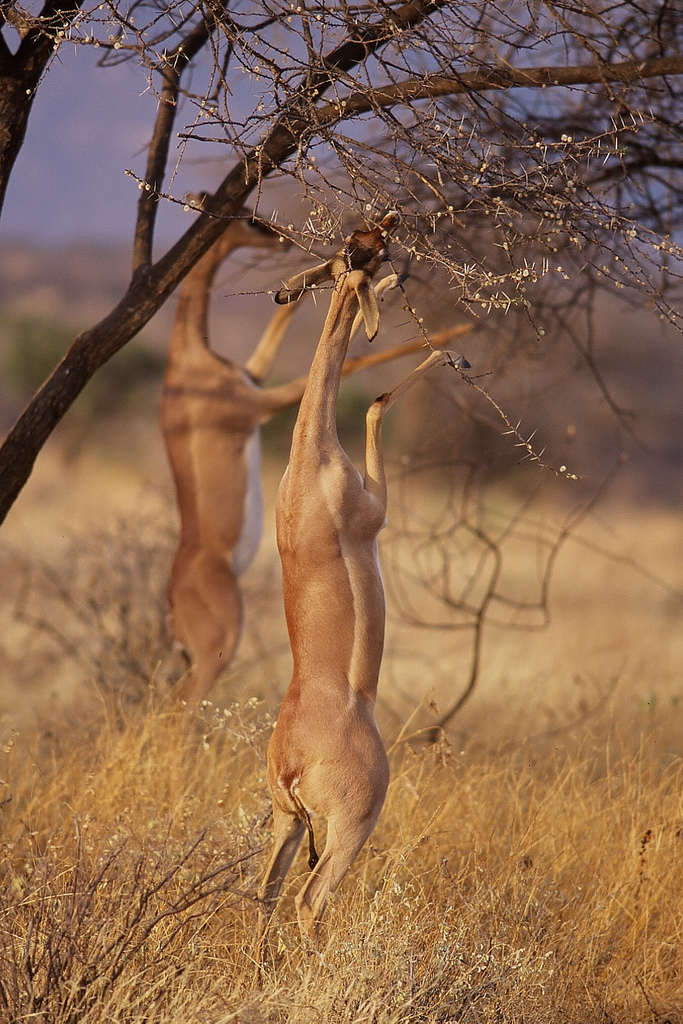
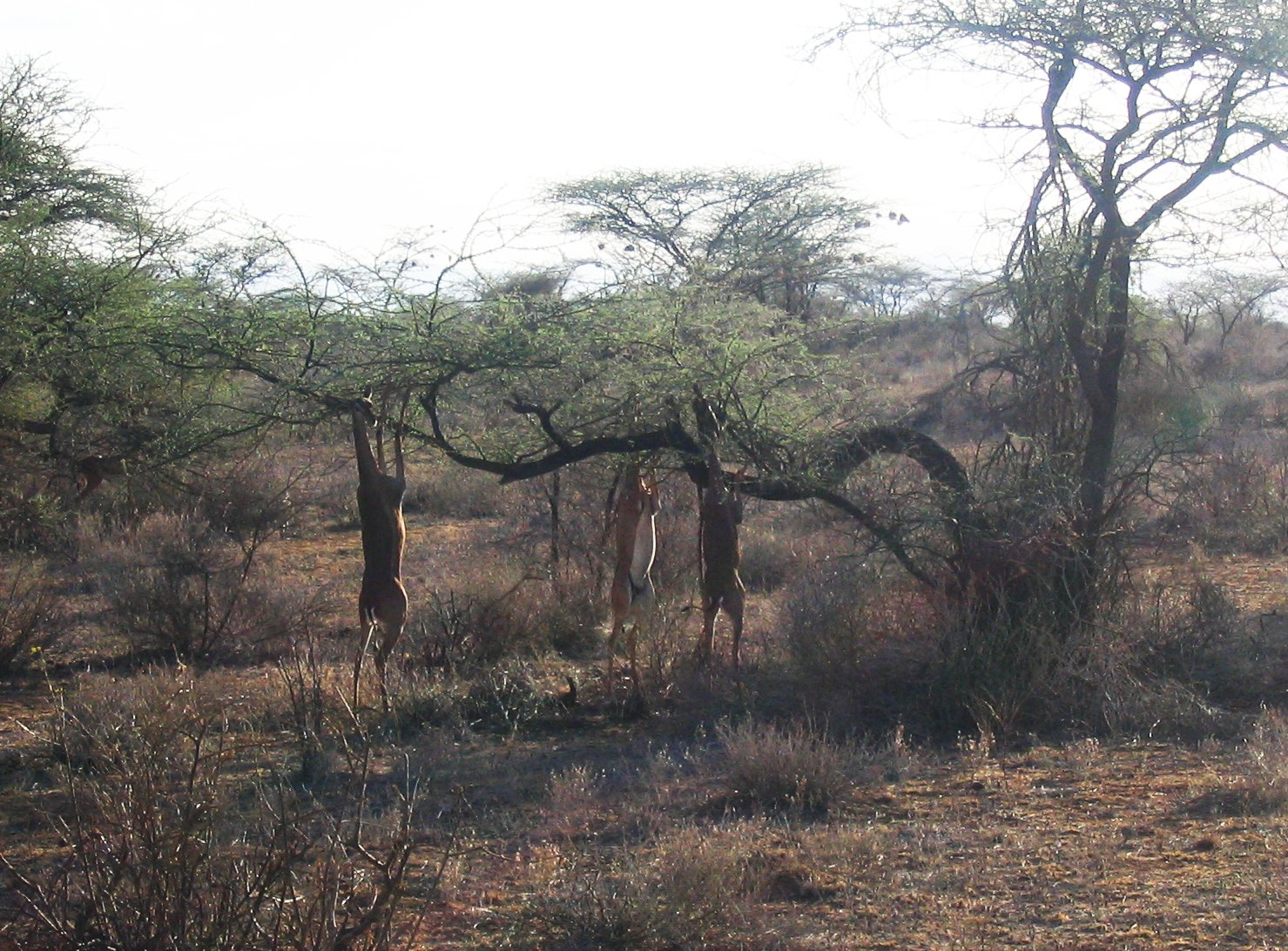
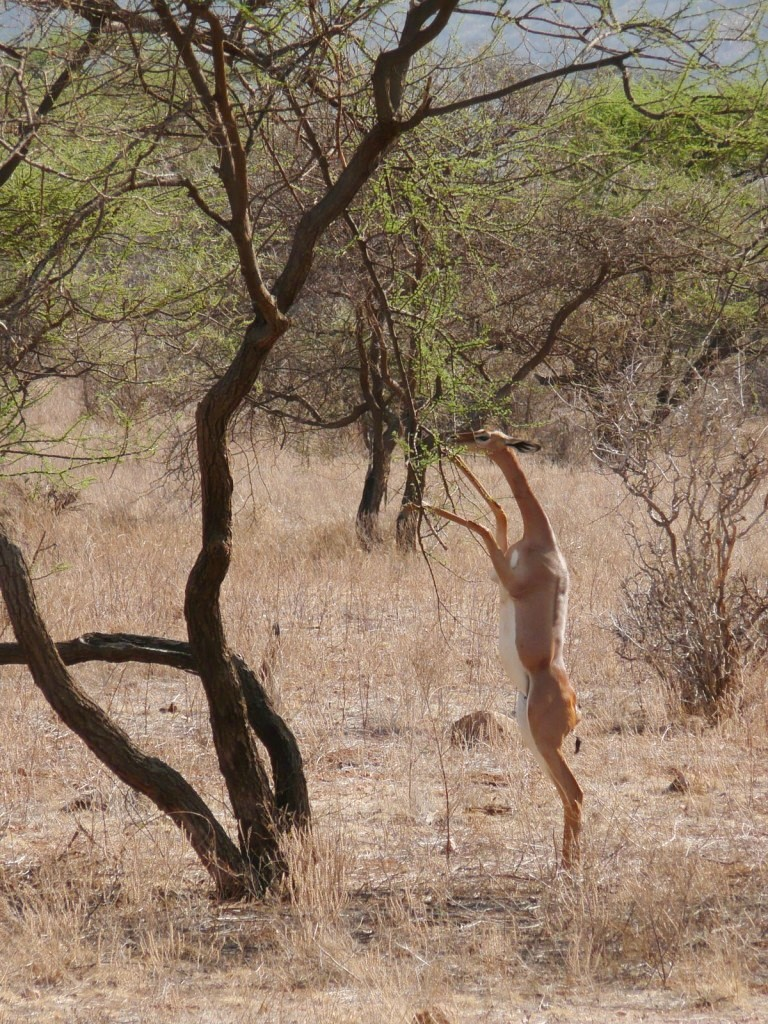
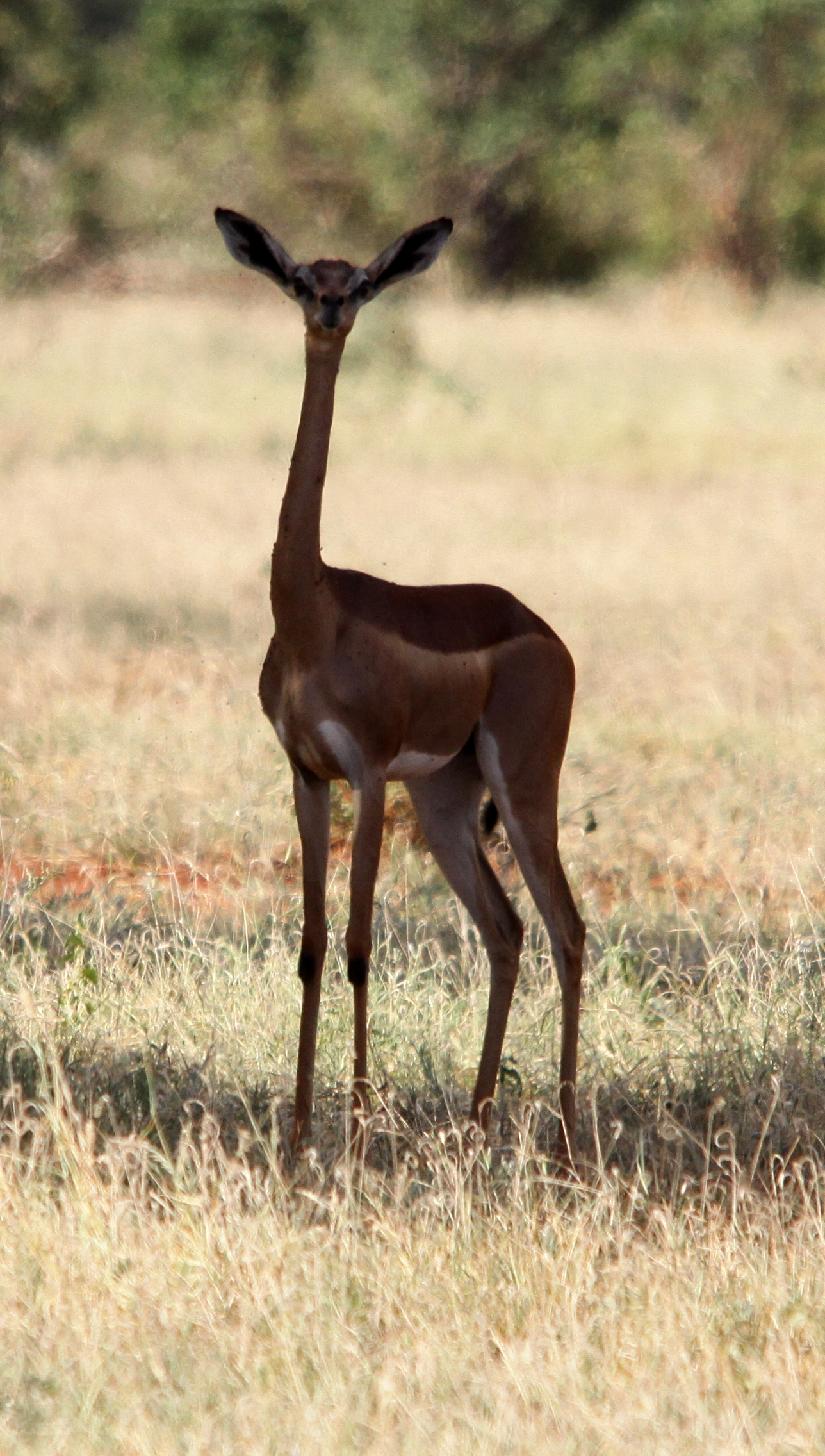